# Quin crac l'Angelo
Quin crac l'Angelo (francès: Angelo la Débrouille; anglès: Angelo Rules) és una sèrie d'animació francesa produïda per France 3, Teletoon, TeamTO i Cake Entertainment i dirigida per Chloé Miller i Franz Kirchner. Està basat en la sèrie de llibres Comment Faire Enrager... de Sylvie De Mathuisieulx i Sebastien Diologent. El 29 de novembre de 2016, la sèrie es va renovar per a una quarta temporada amb 52 episodis. A Catalunya s'emet pel canal Super3.